# Andreas Boppart

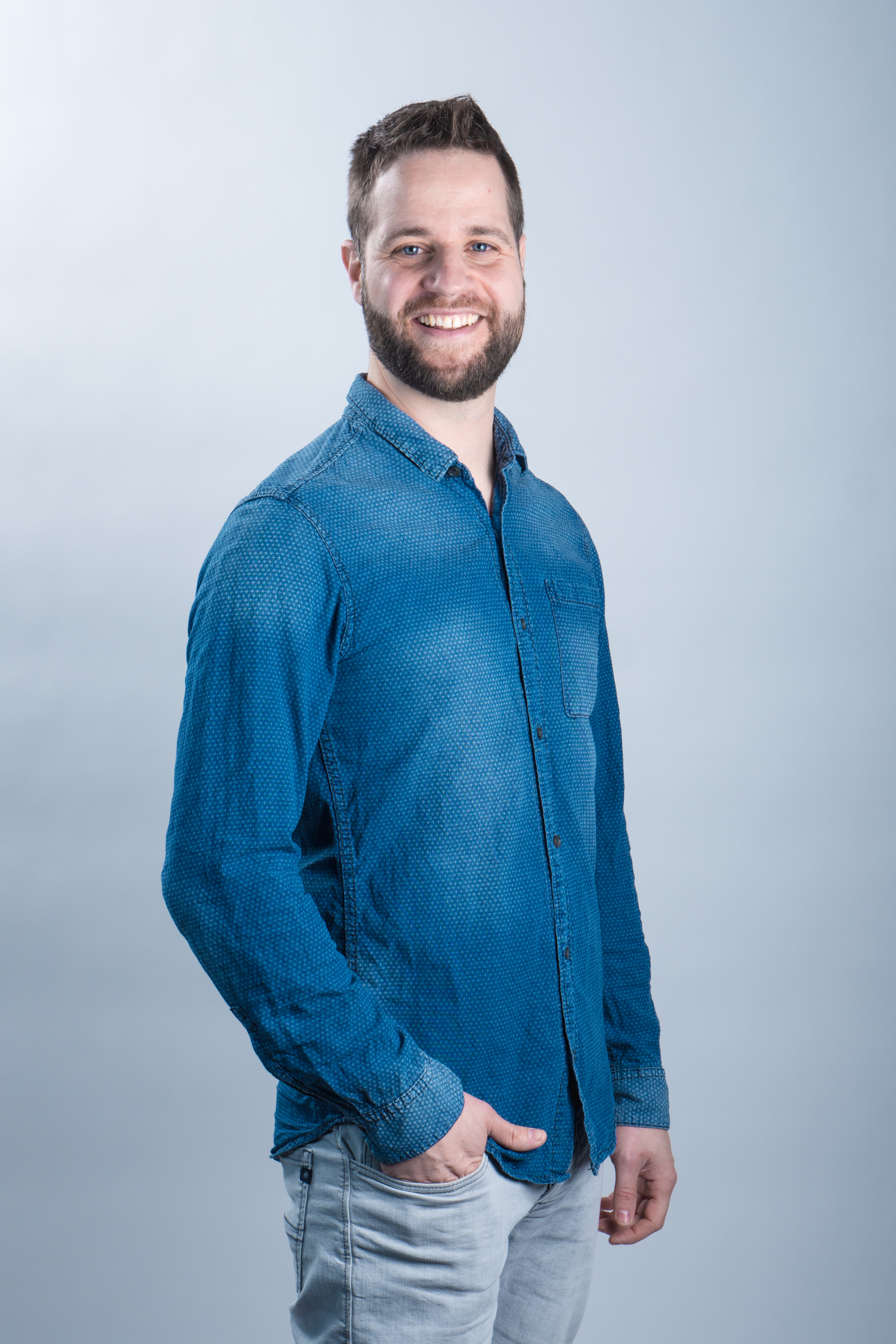
Andreas Boppart, 2017

Andreas «Boppi» Boppart (* 1979 aus der Ostschweiz) ist ein Schweizer Sekundarlehrer, evangelischer Theologe, Buchautor und seit 2013 Leiter der überkonfessionellen Missionsbewegung Campus für Christus Schweiz.

## Leben
Andreas Boppart wuchs in Arbon und Grabs auf. Er machte die Ausbildung zum Sekundarlehrer phil. II. Später studierte er Theologie und schloss sein Studium mit einem Master ab. 2004–2006 baute er einen internen Schulbetrieb der Jugendstation Alltag, einem Justizheim für Jugendliche mit Verhaltensauffälligkeiten auf. Danach arbeitete er für die konfessionell unabhängige Missionsbewegung Campus für Christus Schweiz, wo er als Jugend- und Eventprediger tätig war. Er leitete den Jugendbereich von Campus für Christus Schweiz, war Initiator von Projekten wie THE FOUR, Aktion Gratishilfe und Konferenzen wie Explo 15 und Explo 17. Ehrenamtlich war er als freier Redaktor in diversen Zeitschriften und Internetportalen tätig, zudem war er Bandleader der Band foundfree, die fünf CDs herausgab. 2008–2010 war er Mitglied der Schulbehörde und von 2009 bis 2010 Schulratspräsident von Zizers, Kanton Graubünden. 2013 wurde er Nachfolger von Hanspeter Nüesch als Leiter der konfessionell unabhängigen Missionsbewegung Campus für Christus Schweiz. Von 2019 bis 2022 war er auch Leiter von Campus für Christus Deutschland.
Boppart ist mit Tamara verheiratet. Sie haben vier Kinder und leben in der Nähe von Zürich.

## Werke
- Die Floppharts: Frisch und frech. 43 Humorandachten mit Tiefgang-Garantie, Mosaicstones, Thun 2005, ISBN 978-3-906959-10-8.
- Rosa sucht blau – Blau träumt rosa, Mosaicstones, Thun 2007, ISBN 978-3-906959-15-3.
- Die Floppharts: Schrägschrille Freunde: 111 Humoralltags-Inspirationen, Brunnen, Gießen 2009, ISBN 978-3-906959-10-8.
- Voll in die Birne: 52 Powerandachten für Hirn und Herz, Gerth, Asslar 2012, ISBN 978-3-86591-737-9.
- Unfertig, SCM R. Brockhaus, Wuppertal 2015, ISBN 978-3-417-26723-5
- Neuländisch, SCM Hänssler, Holzgerlingen 2018, ISBN 978-3-7751-5797-1
- Hoffnung: Zuversicht in Zeiten von Corona, SCM Hänssler, Holzgerlingen 2020, ISBN 978-3-7751-6091-9.
- Kreuzweise. Sechs Begegnungen mit Christus rund ums Kreuz, SCM R. Brockhaus, Witten 2024, ISBN 978-3-417-01001-5.